# Tipula (Schummelia) synchroa
Tipula (Schummelia) synchroa is een tweevleugelige uit de familie langpootmuggen (Tipulidae). De soort komt voor in het Nearctisch gebied.